# Папуга сіроголовий
Папуга сіроголовий (Psittacula finschii) — птах з родини папугових.

## Зовнішній вигляд
Досить великий папуга, в довжину досягає 36-40 см. Дуже близький до гімалайського папуги. Забарвлення оперення зелене з червоними плямами на лопатках. Голова темно-сірого кольору.

## Поширення
Зустічається в південному Ассамі, М'янмі, Таїланді, Лаосі, В'єтнамі, на південному заході Китаю.

## Спосіб життя
Може жити на висоті до 2700 м над рівнем моря.